# 尚热 (马耶讷省)
尚热（法語：Changé，法語發音：[ʃɑ̃ʒe] ⓘ）是法国马耶讷省的一个市镇，位于该省中部，属于拉瓦勒区和拉瓦勒城市公共社区。

## 地理
尚热（48°6'0"N, 0°47'27"W）面积34.68 平方千米，位于法国卢瓦尔河地区大区马耶讷省，该省份为法国西北部内陆省份，北起芒什省和奧恩省，西接伊勒-维莱讷省，南至曼恩-卢瓦尔省，东临萨尔特省。
与尚热接壤的市镇（或旧市镇、城区）包括：圣日耳曼勒富尤、邦尚莱拉瓦勒、勒热内-圣伊勒、拉瓦勒、卢韦内、圣贝特万、马耶讷河畔圣让、圣旺德图瓦。
尚热的时区为UTC+01:00、UTC+02:00（夏令时）。

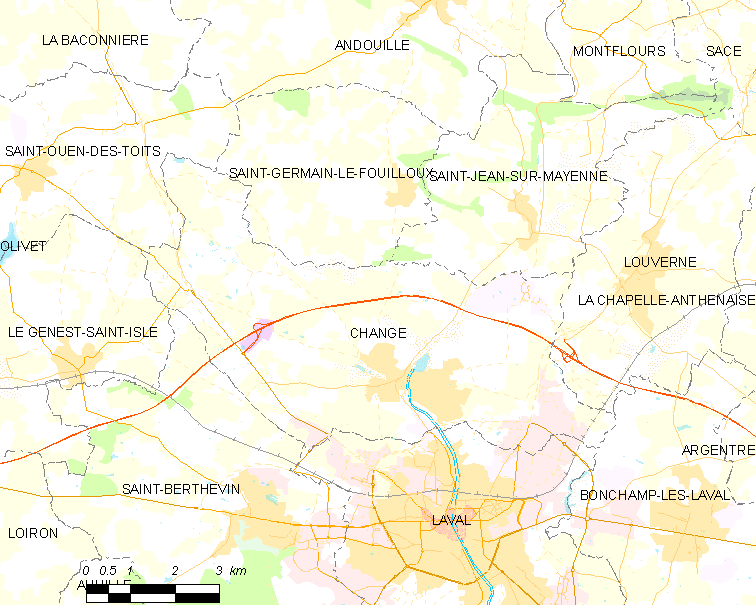
尚热的OSM定位图

## 行政
尚热的邮政编码为53810，INSEE市镇编码为53054。

## 政治
尚热所属的省级选区为圣贝特万县。

## 交通
法国国家A81号高速公路、法国国道N162线和马耶讷省省道D31线三条快速公路在境内交汇，省道D30线、D104线、D162线、D254线和D561线也经过境内。
法国高速铁路布列塔尼－卢瓦尔河地区线经过境内但未设车站。

## 人口

1962-2008年间尚热人口变化图示

尚热于2022年1月1日时的人口数量为6482人。